# Jardim Botânico do Porto
O Jardim Botânico do Porto situa-se nos jardins da Quinta do Campo Alegre ou Casa dos Andresen, na freguesia de Lordelo do Ouro, na cidade do Porto, Portugal.

## História
Em 1895, João Henrique Andresen adquire a Quinta do Campo Alegre. Será este comerciante de vinho do Porto que recupera os jardins, impondo o estilo romântico dominante na época. Dois membros desta ilustre família da burguesia portuense tornaram-se escritores famosos: Sophia de Mello Breyner e Ruben A.. Este último viveu mesmo na Quinta do Campo Alegre, sendo as suas memórias um importante registo histórico da época. Com a morte da matriarca da família, o jardim ficou ao abandono.
O Estado tomará posse da quinta em 1949, convertendo-a em 1951 no Jardim Botânico do Porto. A sua gestão é desde então assegurada pela Faculdade de Ciências do Porto e pelo Instituto de Botânica Gonçalo Sampaio (entretanto já extinto). O atual responsável pelo Jardim é o Professor Paulo Farinha Marques, sucedendo a uma descendente dos Andresen, a Arquitecta Paisagista Teresa Andresen. Entre os anteriores diretores contam-se os Professores Barreto Caldas da Costa, Roberto Salema e Arnaldo Rozeira.
Com a criação da Via de Cintura Interna e dos acessos ao Centro Desportivo Universitário do Porto, a quinta perde 8 dos seus 12 hectares. Em compensação, junta-se a este jardim a Quinta dos Burmester, com 1,8 hectares.

### Casa Andresen
Sophia de Mello Breyner viveu nesta casa uma parte significativa da sua infância e juventude. O seu primo e escritor Ruben A. cresceu também nesta casa. 
Na obra Histórias da Terra e do Mar, de Sophia de Mello Breyner, há um conto dedicado à história da vida da família de Sophia (Saga), onde se descreve a casa e a quinta:

Tudo na casa era desmedidamente grande (...) até ao enorme átrio (...) no qual se podia armar o esqueleto da baleia que há anos repousava empacotado em numerosos volumes, nas caves da Faculdade de Ciências.
Até 2010 o edifício foi parte da Faculdade de Ciências da Universidade do Porto. 
Em 2017, na Casa Andresen abriu a Galeria da Biodiversidade do Museu de História Natural e da Ciência da Universidade do Porto, um museu da rede ciência viva, sobre a vida na terra, a evolução e biodiversidade. A exposição apresenta um conjunto de 49 módulos expositivos e instalações, muitos dos quais desenvolvidos ou adaptados especificamente para a sua exposição permanente, que se organizam em 15 temas principais através dos quais se abordam os mais variados aspectos da diversidade biológica e cultural existente.

## Composição
O Jardim Botânico actualmente inclui:
- Um jardim histórico composto por três partes distintas (Roseiral, Jardim dos Jotas e Jardim do Peixe), separadas por Camélias,
- Dois lagos, um dos quais com nenúfares,
- Estufas, incluindo uma de cactos e outra de plantas tropicais,
- Um jardim de cactos e outras plantas suculentas,
- Espaços de árvores centenárias e variadas espécies vegetais raras e/ou exóticas.

## Galeria

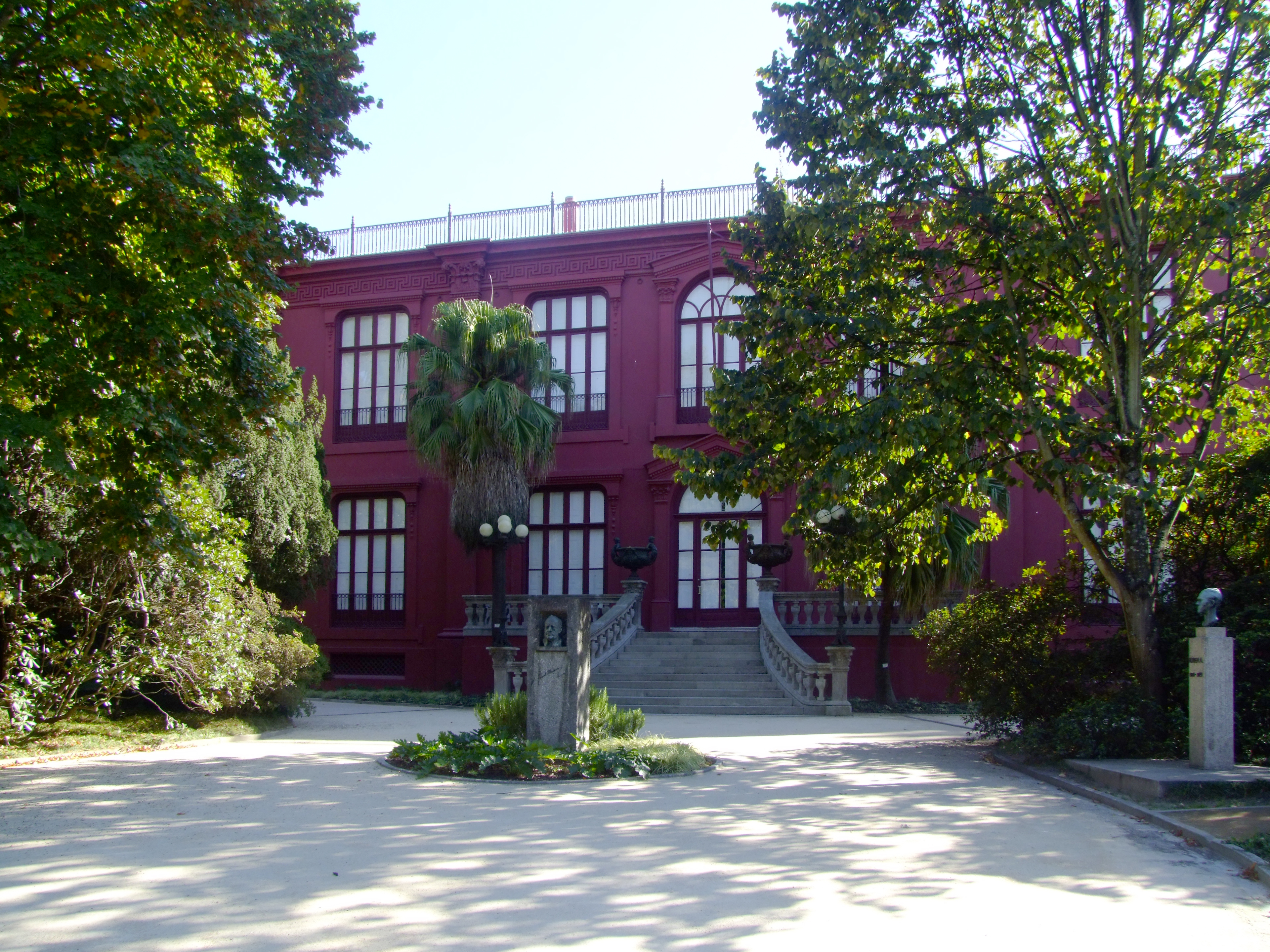
Entrada e Casa dos Andresen
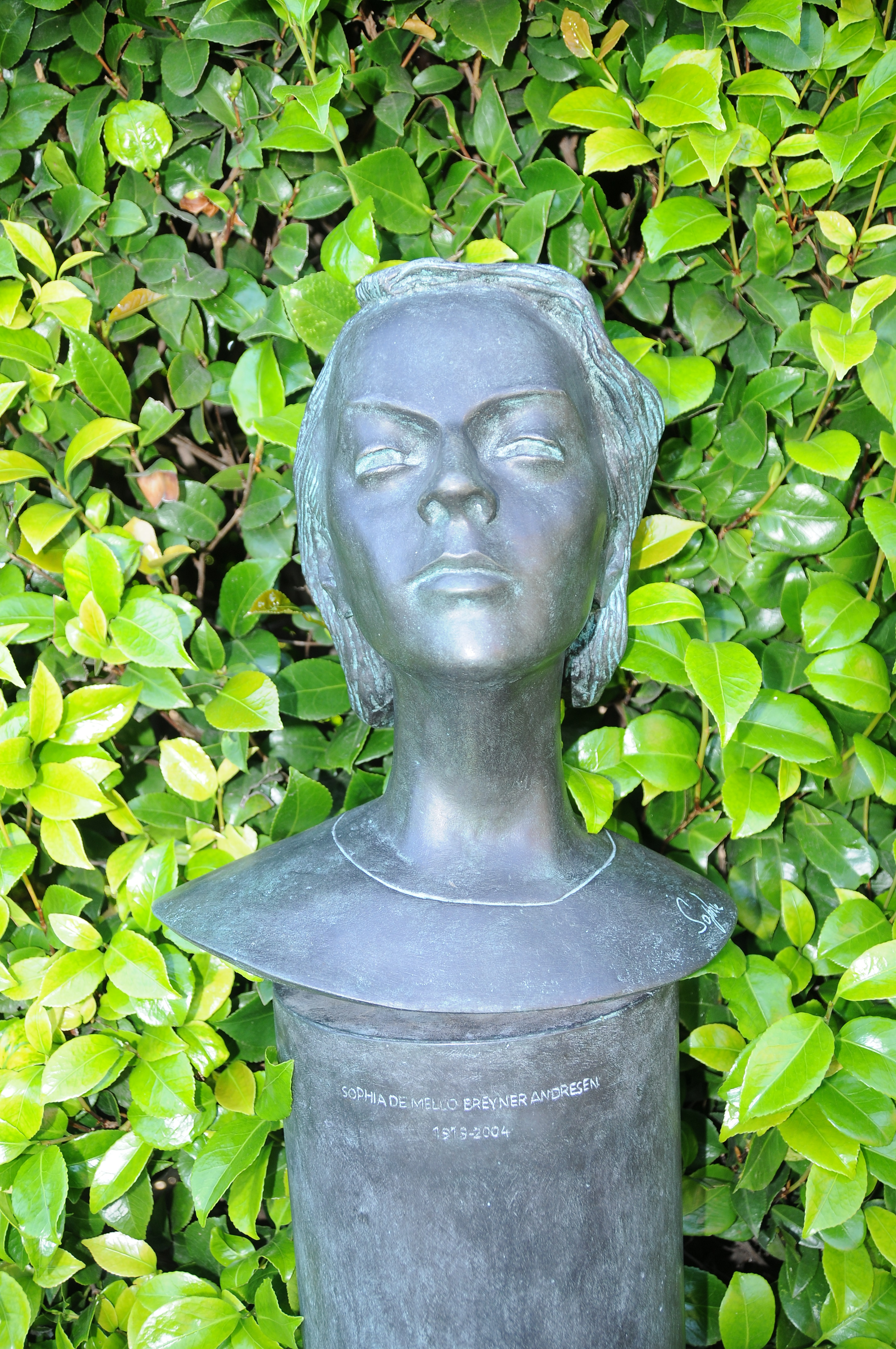
Busto da poetisa Sophia de Mello Breyner Andresen
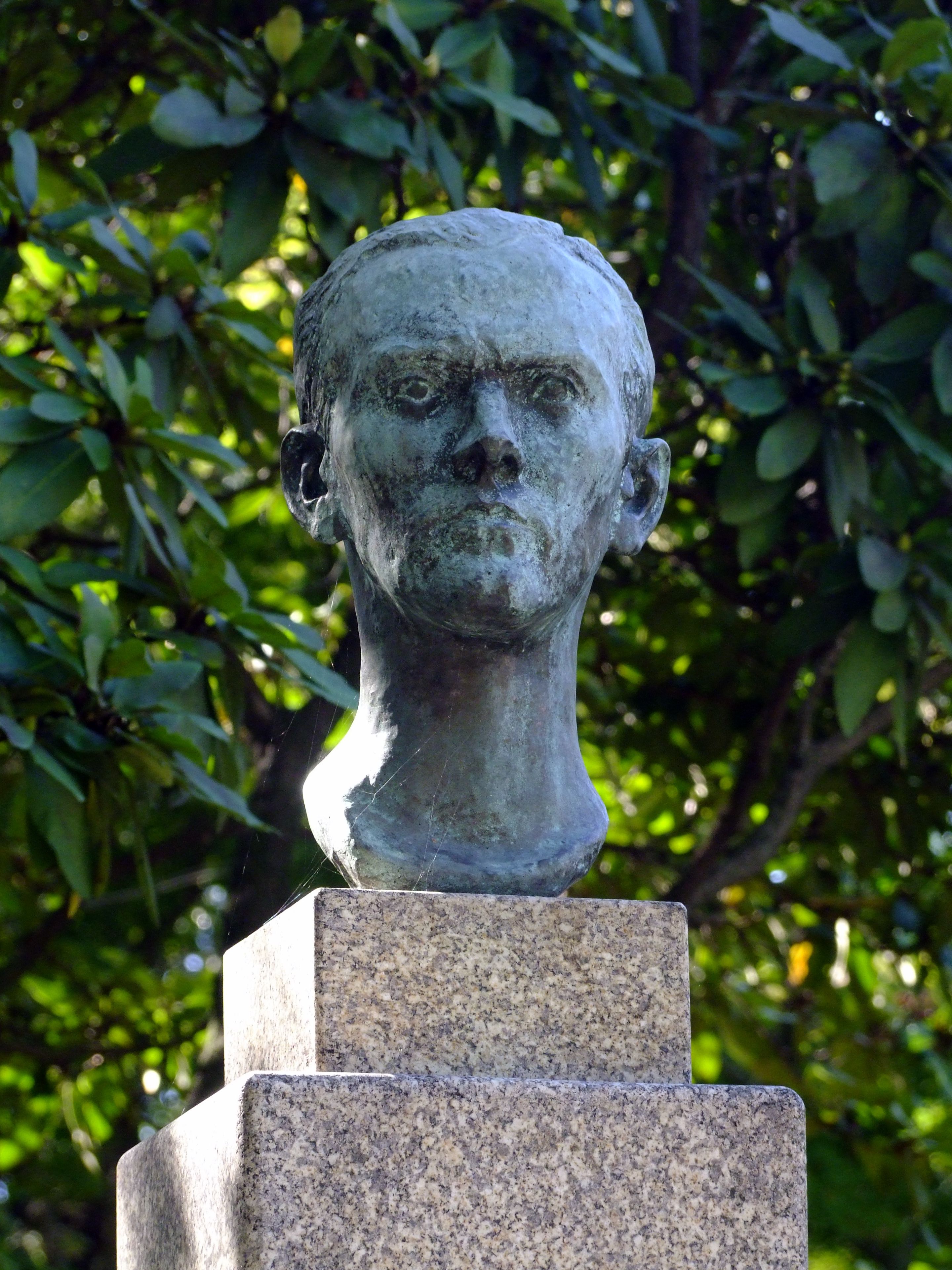
Busto do escritor Ruben A.
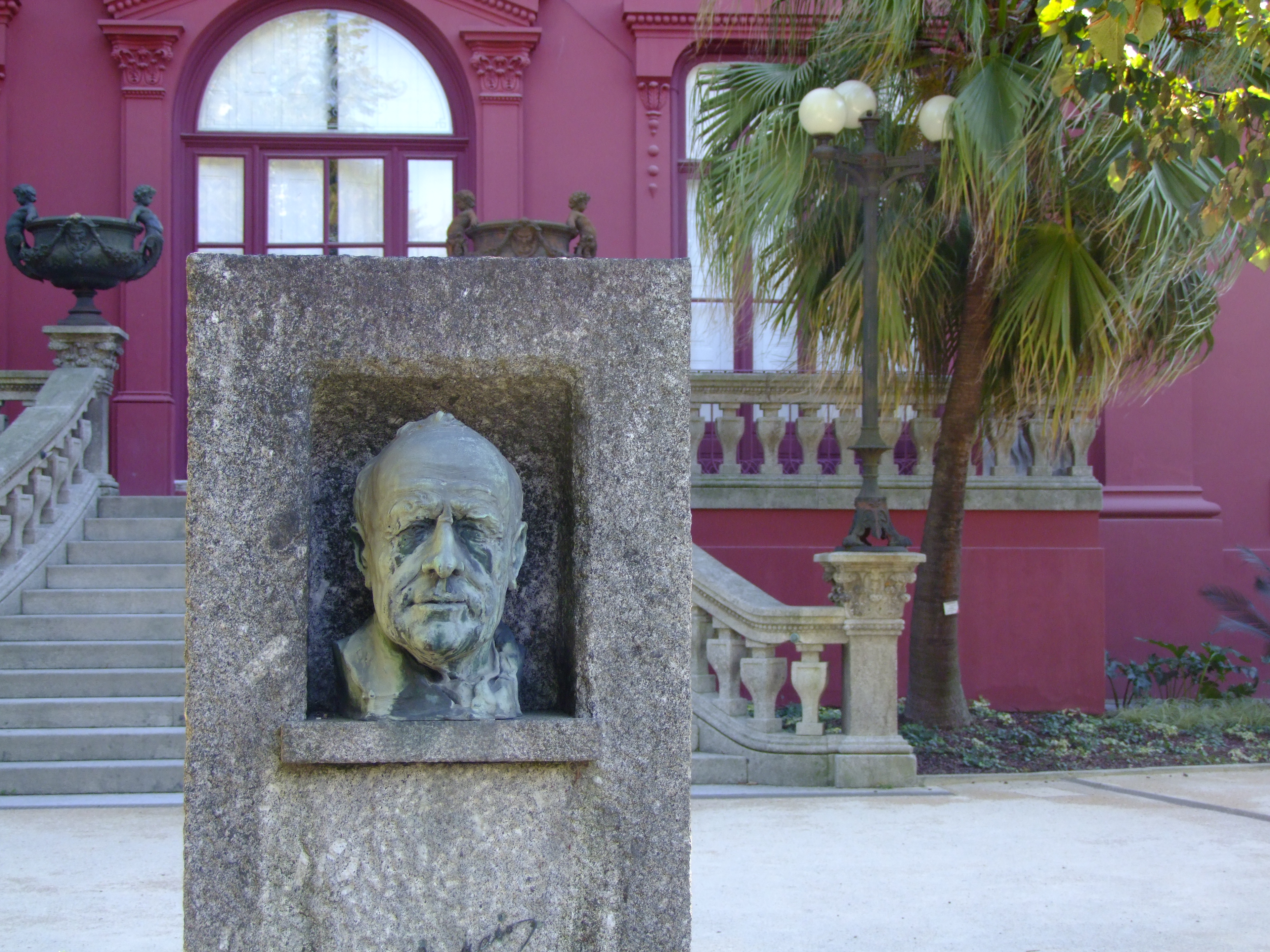
Busto do Professor Gonçalo Sampaio
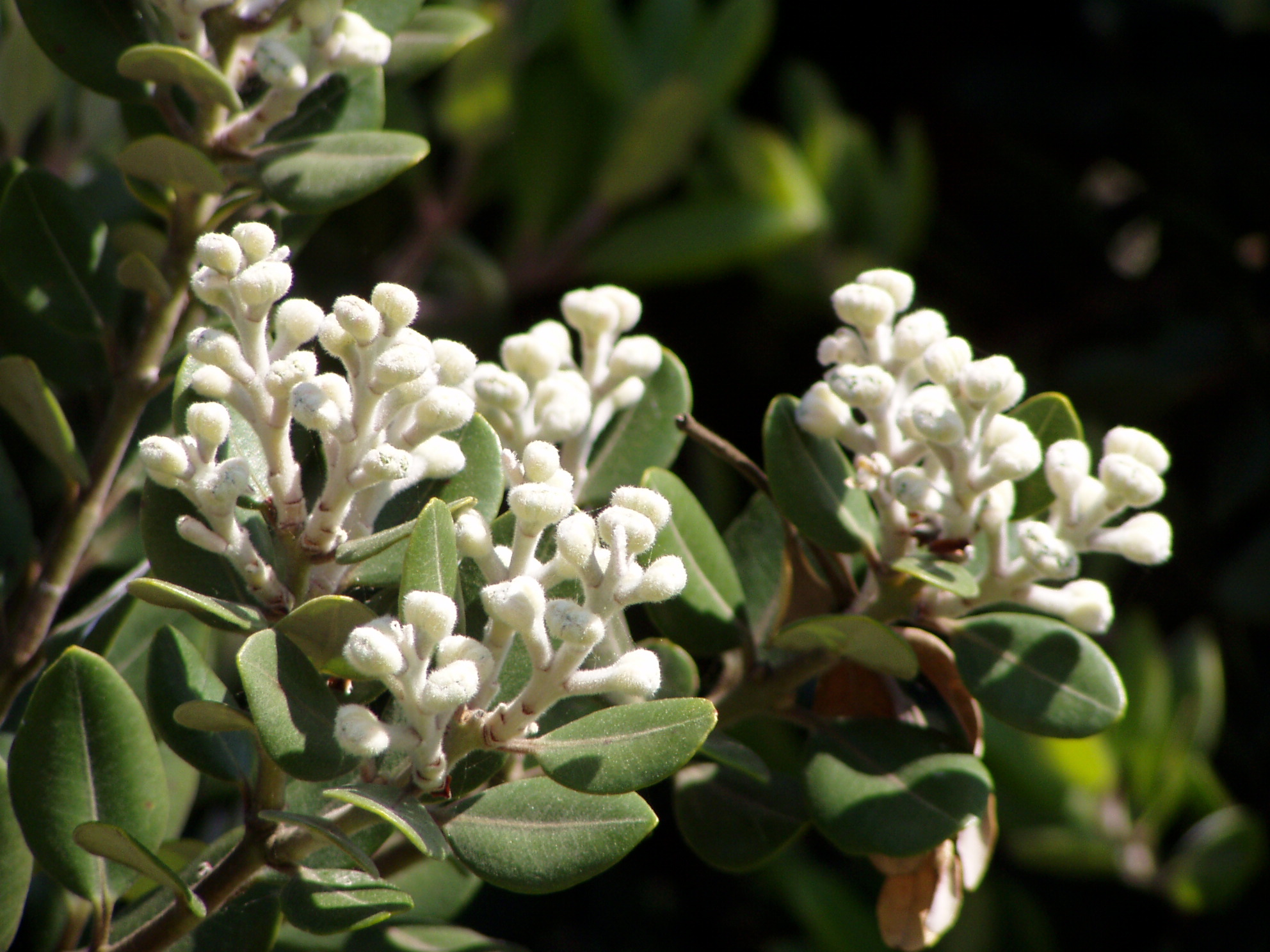
Botões florais da Árvore-de-fogo
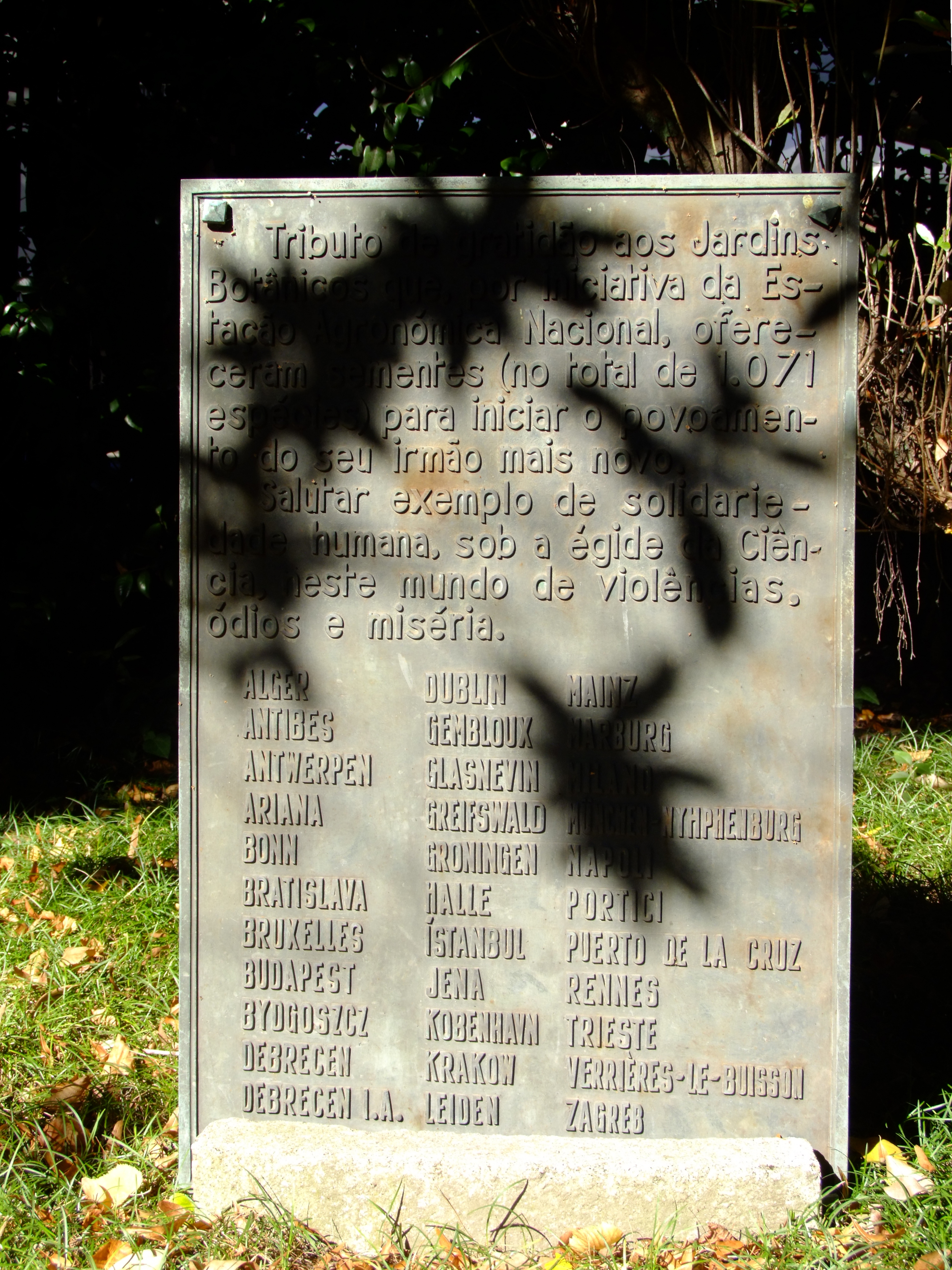
Tributo aos jardins botânicos doadores
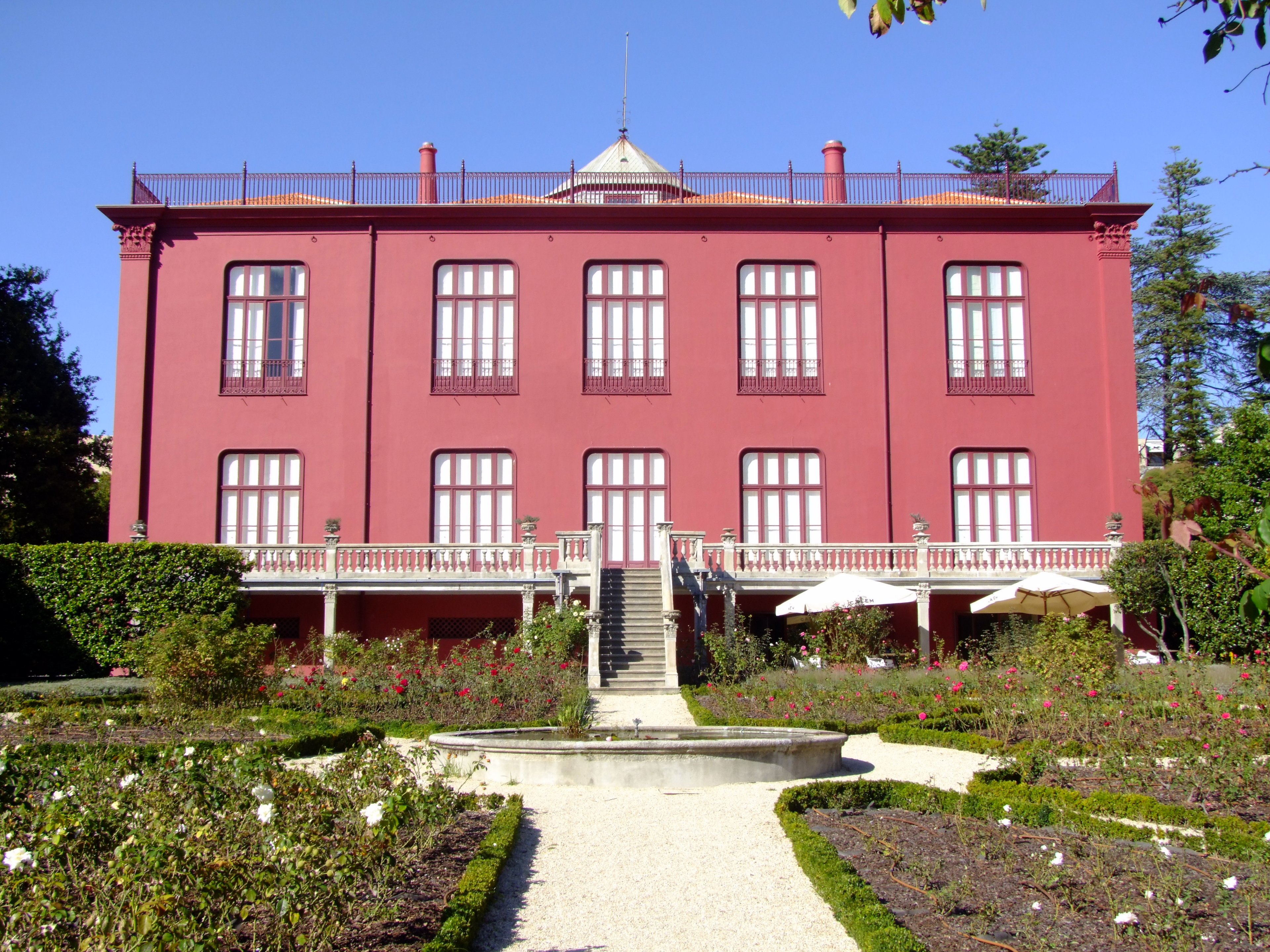
Jardim do Roseiral